# Igrivyj
Igrivyj o Tejkarsa(a)ri/Tejkar-Sari (in russo Игривый, Тейкарса(а)ри; in finlandese Teikarsaari) è un'isola russa che si trova nella baia di Vyborg, nella parte nord-est del golfo di Finlandia, nelle acque del mar Baltico. In precedenza in svedese era anche chiamata Flegerö. Amministrativamente fa parte del Vyborgskij rajon dell'oblast' di Leningrado, nel Circondario federale nordoccidentale.

## Geografia
L'isola si estende da nord-ovest a sud-est. A sud si trova l'isola Vichrevoj (остров Вихревой) e la grande penisola Kiperort (полуостров Киперорт), a nord l'isola Kormovoj (остров Кормовой). Un gruppo piccole isole si trova adiacente a nord-ovest: la maggiore di chiama Stoglaz (остров Стоглаз, 60°36′04″N 28°25′15″E); altre due isolette si trovano lungo la costa sud-est. Igrivyj è bassa e coperta da una fitta foresta. Nella sua parte centrale più vicino alla costa sud-occidentale c'è un lago. La punta sud-orientale di Igrivyj è capo Tejkarniemi (мыс Тейкарниеми).
L'isola fa parte della Riserva naturale statale «Kivipark».

## Storia
Prima della guerra sovietico-finlandese del 1939-1940, l'isola aveva più di 30 case e circa 120 residenti permanenti. Le truppe sovietiche occuparono Teikarsaari il 3 marzo 1940, fu riconquistata dai finlandesi nell'estate del 1941 e tornò alla Russia nel luglio del 1944.